# Associazione Calcio Reggiana 1960-1961
Questa voce raccoglie le informazioni riguardanti l'Associazione Calcio Reggiana nelle competizioni ufficiali della stagione 1960-1961.

## Stagione
Rivoluzione in casa granata. Luigi Del Grosso alla settima stagione reggiana, accetta la sfida di una squadra giovane e nuova. Vengono ceduti Dimitri Pinti al Lanerossi Vicenza, la mezzala Mario Pistacchi viene ceduto al Simmenthal-Monza, poi a novembre andrà al Modena in C, anche Giorgio Ramusani va al Simmenthal-Monza, mentre Gian Domenico Baldisserri ritorna alla Spal e viene girato al Venezia.
In porta all'esperto Biagio Dreossi, prelevato dalla Sambenedettese, subentra dopo qualche gara il giovane Giovanni Ferretti, mentre la coppia dei terzini è formata da due giovani sconosciuti acquistati dal Teramo, Mario Martiradonna e Vittorio Calvani, entrambi giocheranno in serie A, il primo con Cagliari dove vincerà uno scudetto ed il secondo con il Palermo, poi un giovane centravanti della Primavera della Fiorentina Ricciotti Greatti che verrà impiegato come mezzala, un ragazzo del Monza, il centravanti Carlo Volpi (sarà al Palermo, alla Juventus e al Mantova come mediano) e un altro ragazzetto dal Pizzo Calabro, Vito Placanica. Unico acquisto d'esperienza l'ala sinistra Giancarlo Mezzalira, poi più tardi arriverà anche il forte e attempato terzino Luciano Gariboldi, già all'Inter e all'Atalanta. L'acquisto più rilevante è pescato in provincia a Schio, grazie al fiuto di Del Grosso: arriva Luigi Sardei, la mezza punta veneta che si rivelerà il miglior realizzatore granata con 15 reti.
L'inizio è però negativo. Viene tagliato il centromediano Gianni Zennaro prelevato dallo Spezia e reintegrato Luigi Bertoli. La Reggiana incomincia a vincere da novembre, esaltante è il 5 a 0 rifilato al forte Genoa al Mirabello, col giovane esordiente Carletto Volpi autore di due gol. Nel ritorno è una cavalcata verso la serie A, coi granata che espugnano, grazie a Volpi, il Tardini di Parma per la terza volta consecutiva, impresa poi rovinata dal passo falso interno con il Messina il 14 maggio 1961 finita (1-3) e dalla sconfitta alla penultima di Alessandria (2-1), che segna il tramonto dei sogni di gloria reggiani. In Serie A, oltre all'Ozo Mantova e al Venezia, sale il Palermo dei molti ex granata Giampiero Grevi, Giorgio Sereni e Alberto Malavasi.

## Divise
| Prima divisa |

## Risultati

### Serie B

#### Girone di andata
| Arbitro: | Rancher (Roma) |

|                            |           |  |
| Mascheroni 12’ Manzino 55’ | Marcatori |  |

| Arbitro: | Campanati (Milano) |

|           |           |              |
| Sardei 8’ | Marcatori | 76’ Salomoni |

| Arbitro: | D'Agostini (Roma) |

|            |           |            |
| Raffin 32’ | Marcatori | 68’ Sardei |

| Arbitro: | Bonetto (Torino) |

|                               |           |                            |
| Catalani 12’ Corsi 83’ Sardei | Marcatori | 9’ Morosi 54’, 74’ Fantini |

| Arbitro: | Carminati (Milano) |

|                          |           |                                  |
| Tribuzio 49’ Greatti 91’ | Marcatori | 6’, 72’ Mencacci 90’ Dell'Angelo |

| Arbitro: | Parisi (Messina) |

|                |           |            |
| Meraviglia 12’ | Marcatori | 93’ Sardei |

| Arbitro: | Politano (Cuneo) |

|           |           |               |
| Ratti 81’ | Marcatori | 24’ Mezzalira |

| Arbitro: | Cariani (Roma) |

|              |           |  |
| Catalani 16’ | Marcatori |  |

| Arbitro: | Cotugno (Civitavecchia) |

|           |           |  |
| Nocera 7’ | Marcatori |  |

| Arbitro: | Cataldo (Reggio Calabria) |

|             |           |  |
| Catalani 9’ | Marcatori |  |

| Arbitro: | Rebuffo (Milano) |

|                                                     |           |  |
| Mezzalira 6’ Volpi 19’, 26’ Catalani 53’ Bonini 80’ | Marcatori |  |

| Arbitro: | Rancher (Roma) |

|                     |           |  |
| Bersellini 17’, 82’ | Marcatori |  |

| Arbitro: | Cirone (Palermo) |

|              |           |  |
| 74’ Correnti | Marcatori |  |

| Arbitro: | Rebuffo (Milano) |

|                                                |           |  |
| Volpi 12’, 89’ Greatti 16’ (rig.) Catalani 61’ | Marcatori |  |

| Arbitro: | Sebastio (Taranto) |

|                  |           |              |
| Volpi 52’ (rig.) | Marcatori | 17’ Trevisan |

| Arbitro: | Samani (Trieste) |

|                                            |           |  |
| Landoni 12’ Sacchella 37’ Carminati II 72’ | Marcatori |  |

| Arbitro: | Annoscia (Bari) |

|                                        |           |            |
| Ghersetich 26’ (rig.) Rambone 87’, 89’ | Marcatori | 64’ Sardei |

| Arbitro: | Di Tonno (Lecce) |

|                            |           |             |
| Tribuzio 17’ Mezzalira 33’ | Marcatori | 16’ Fanello |

| Arbitro: | Leita (Udine) |

|                                                       |           |              |
| Uzzecchini 31’, 56’ De Angelis 33’ Del Negro 47’, 68’ | Marcatori | 75’ Tribuzio |

#### Girone di ritorno
| Arbitro: | D'Agostini (Roma) |

|                                              |           |                          |
| Catalani 2’ Volpi 16’ Greatti 36’ Sardei 90’ | Marcatori | 51’ (rig.) Scaccabarozzi |

| Arbitro: | Righi (Milano) |

|  |           |           |
|  | Marcatori | 59’ Volpi |

| Arbitro: | Cataldo (Reggio Calabria) |

|                 |           |            |
| Sardei 15’, 29’ | Marcatori | 14’ Raffin |

| Arbitro: | Politano (Cuneo) |

|                             |           |                                  |
| Fantini 6’, 56’ Bernini 50’ | Marcatori | 15’ Sardei 34’ Greatti 83’ Volpi |

| Arbitro: | Rebuffo (Milano) |

|                   |           |              |
| Mencacci 20’, 54’ | Marcatori | 35’ Catalani |

| Arbitro: | De Robbio (Torre Annunziata) |

|                                                   |           |                           |
| Mezzalira 1’ Greatti 15’ Gariboldi 63’ Sardei 88’ | Marcatori | 61’ Pagani 78’ Bernasconi |

| Arbitro: | Gazzano (Genova) |

|              |           |          |
| Tribuzio 31’ | Marcatori | 2’ Vigni |

| Arbitro: | D'Agostini (Roma) |

|                                                         |           |            |
| Letari 10’ Ballarini 55’ Governato 78’ Stefanini II 79’ | Marcatori | 51’ Sardei |

| Arbitro: | Samani (Trieste) |

|                                                                             |           |                             |
| Bertuolo 4’ (aut.) Bartoli 13’ (aut.) Tribuzio 41’ Sardei 42’ Mezzalira 81’ | Marcatori | 40’, 87’ Fiorindi 66’ Merlo |

| Arbitro: | Politano (Cuneo) |

|                         |           |                                   |
| Savoia 9’ Basiliani 32’ | Marcatori | 23’ Volpi 41’ Sardei 65’ Tribuzio |

| Arbitro: | Annoscia (Bari) |

|  |           |           |
|  | Marcatori | 32’ Volpi |

| Arbitro: | Righetti (Torino) |

|          |           |  |
| Volpi 8’ | Marcatori |  |

| Arbitro: | Politano (Cuneo) |

|                                  |           |             |
| Sardei 48’ Greatti 53’, 87’, 89’ | Marcatori | 15’ Tibaldo |

| Arbitro: | De Marchi (Pordenone) |

|               |           |              |
| Campanini 52’ | Marcatori | 16’ Catalani |

| Arbitro: | Campanati (Milano) |

|           |           |           |
| Fogar 42’ | Marcatori | 73’ Corsi |

| Arbitro: | Annoscia (Bari) |

|               |           |                                         |
| Mezzalira 14’ | Marcatori | 12’ Landoni 22’ Ciccolo I 37’ Sacchella |

| Arbitro: | Francescon (Padova) |

|                        |           |  |
| Sardei 65’ Greatti 70’ | Marcatori |  |

| Arbitro: | Campanati (Milano) |

|                                |           |             |
| Calvani 31’ (aut.) Fanello 88’ | Marcatori | 58’ Greatti |

| Reggio Emilia 4 giugno 1961 38ª giornata | Reggiana         | 0 – 0 | Ozo Mantova | Stadio Mirabello\| Arbitro: \| Jonni (Macerata) \| |
| Arbitro:                                 | Jonni (Macerata) |       |             |                                                    |

### Coppa Italia
| Arbitro: | Cotugno (Civitavecchia) |

|                        |           |              |
| Rumignani 10’ Beni 13’ | Marcatori | 22’ Tribuzio |

## Statistiche

### Statistiche di squadra
| Competizione | Punti | In casa | In casa | In casa | In casa | In casa | In casa | In trasferta | In trasferta | In trasferta | In trasferta | In trasferta | In trasferta | Totale | Totale | Totale | Totale | Totale | Totale | DR |
| Competizione | Punti | G       | V       | N       | P       | Gf      | Gs      | G            | V            | N            | P            | Gf           | Gs           | G      | V      | N      | P      | Gf     | Gs     | DR |
| ------------ | ----- | ------- | ------- | ------- | ------- | ------- | ------- | ------------ | ------------ | ------------ | ------------ | ------------ | ------------ | ------ | ------ | ------ | ------ | ------ | ------ | -- |
| Serie B      | 43    | 19      | 12      | 5       | 2       | 44      | 21      | 19           | 4            | 6            | 9            | 19           | 34           | 38     | 16     | 11     | 11     | 63     | 55     | +8 |
| Coppa Italia |       | -       | -       | -       | -       | -       | -       | 1            | 0            | 0            | 1            | 1            | 2            | 1      | 0      | 0      | 1      | 1      | 2      | -1 |
| Totale       |       | 19      | 12      | 5       | 2       | 44      | 21      | 20           | 4            | 6            | 10           | 20           | 36           | 39     | 16     | 11     | 12     | 64     | 57     | +7 |

### Statistiche dei giocatori
| Giocatore       | Serie B  | Serie B | Coppa Italia | Coppa Italia | Totale   | Totale |
| Giocatore       | Presenze | Reti    | Presenze     | Reti         | Presenze | Reti   |
| --------------- | -------- | ------- | ------------ | ------------ | -------- | ------ |
| F. Arbizzi      | 1        | 0       | -            | -            | 1        | 0      |
| L. Bertoli      | 8        | 0       | -            | -            | 8        | 0      |
| F. Bonini       | 24       | 1       | -            | -            | 24       | 1      |
| L. Buglioni     | 1        | 0       | -            | -            | 1        | 0      |
| V. Calvani      | 38       | 0       | 1            | 0            | 39       | 0      |
| A. Catalani     | 26       | 8       | 1            | 0            | 27       | 8      |
| M. Cavazzoni    | 1        | 0       | -            | -            | 1        | 0      |
| C. Correnti     | 5        | 1       | -            | -            | 5        | 1      |
| T. Corsi        | 29       | 2       | -            | -            | 29       | 2      |
| G. Dazzi        | 3        | 0       | -            | -            | 3        | 0      |
| M. Deotto       | 1        | 0       | -            | -            | 1        | 0      |
| A. De Ponti     | 5        | 0       | -            | -            | 5        | 0      |
| B. Dreossi      | 12       | -22     | -            | -            | 12       | -22    |
| G. Fabris       | 18       | 0       | 1            | 0            | 19       | 0      |
| R. Fantazzi     | 1        | 0       | 1            | 0            | 2        | 0      |
| G. Ferretti     | 26       | -33     | 1            | -2           | 27       | -35    |
| L. Gariboldi    | 24       | 1       | -            | -            | 24       | 1      |
| R. Greatti      | 37       | 10      | 1            | 0            | 38       | 10     |
| M. Martiradonna | 25       | 0       | 1            | 0            | 26       | 0      |
| G. Mezzalira    | 22       | 6       | -            | -            | 22       | 6      |
| A. Ogliari      | 17       | 0       | 1            | 0            | 18       | 0      |
| V. Placanica    | 11       | 0       | -            | -            | 11       | 0      |
| L. Sardei       | 25       | 15      | -            | -            | 25       | 15     |
| M. Tribuzio     | 28       | 6       | 1            | 1            | 29       | 7      |
| C. Volpi        | 24       | 11      | 1            | 0            | 25       | 11     |
| G. Zennaro      | 5        | 0       | 1            | 0            | 6        | 0      |